# Улица Бориса Луговского (Чернигов)
Улица Бориса Луговского (укр. Вулиця Бориса Луговського) — улица в Новозаводском районе города Чернигова, исторически сложившаяся местность (район) Землянки. Пролегает от тупика до тупика с юго-востока на северо-запад, пересекая улицу Воскресенская.
Примыкает улица Воскресенская.

## История
Новотроицкая улица — из-за того, что улица пролегала от Троицкой улицы к Троицко-Ильинскому монастырю — была проложена в период 1908-1914 года, застроена индивидуальными домами.  
В 1927 году Новотроицкая улица переименована на улицу Розы Люксембург — в честь польско-немецкого теоретика марксизма Розы Люксембург. 
В связи с реконструкцией города и прокладки проспекта Октябрьской Революции в 1970-е годы длина улицы была сокращена почти наполовину.  
12 февраля 2016 года улица получила современное название — в честь этнографа, черниговского краеведа Бориса Львовича Луговского, согласно Распоряжению городского главы В. А. Атрошенко Черниговского городского совета № 46-р «Про переименование улиц и переулков города» («Про перейменування вулиць та провулків міста»)

## Застройка
Парная и непарная стороны улицы заняты усадебной застройкой. 